# Bernhard Hofmann (Musikwissenschaftler)
Bernhard Hofmann (* 1959 in München) ist ein deutscher Musiker, Arrangeur und Musikpädagoge. 

## Leben
Sein Studium absolvierte er an der Hochschule für Musik und Theater München (Lehramt Musik an Gymnasien, 1. Staatsexamen 1983) und an der Ludwig-Maximilians-Universität München (Musikpädagogik, Musikwissenschaft, Pädagogik). 1994 promovierte er mit einer Arbeit zur Geschichte der bayerischen Schulmusik in der ersten Hälfte des 20. Jahrhunderts. Weiterhin schloss er ein Privatstudium bei Margret Langen (Gesang) und Meisterkurse bei Hellmuth Rilling (Dirigieren) ab. Zwischen 1983 und 1985 war Bernhard Hofmann als Studienreferendar in Passau und Nürnberg tätig (2. Staatsexamen 1985), 1985 bis 1994 als Studienrat an Gymnasien in München (Michaeli-Gymnasium München, Ludwigsgymnasium). Daneben leitete er verschiedene außerschulische Orchester und Chöre. Parallel zur Tätigkeit als Studienrat übernahm Bernhard Hofmann Lehraufträge für Chorleitung (1989/90, Hochschule für Musik und Theater München) sowie Musiktheorie und Gehörbildung (Ludwig-Maximilians-Universität München, 1992–1994).
Von 1980 bis 1990 war Bernhard Hofmann Mitglied und Arrangeur des Vokalensembles „Die Singphoniker“. Mit diesem gewann er unter anderem den ersten Preis beim Wettbewerb für Vokalensembles in Gorizia/Italien 1988. Zudem arbeitete er als Studiomusiker, komponierte Musik für Fernsehspiele und Werbespots. Seiner Feder entstammen zahlreiche Arrangements von Vokalwerken, unter anderem für Die Singphoniker, Singer Pur und VoicesInTime sowie Rock-Pop-Arrangements, unter anderem für Claudia Koreck. Seit 2012 ist er Keyboarder und Sänger der Rock-’n’-Roll-Band „Thunderbirds“.
1994 bis 1996 war Bernhard Hofmann wissenschaftlicher Mitarbeiter bei Eckhard Nolte am Institut für Musikpädagogik der LMU München, von 1996 bis 2011 Professor für Musikpädagogik an der Universität Regensburg. Im Jahr 2000 erhielt er einen Ruf auf die Lehrkanzel für Musikpädagogik an der Universität Mozarteum, Abteilung Innsbruck, im Jahr 2001 auf den Lehrstuhl für Musikpädagogik und Musikdidaktik an der Otto-Friedrich-Universität Bamberg. Beide Rufe lehnte er ab. In den Regensburger Jahren initiierte und implementierte Bernhard Hofmann in Zusammenarbeit mit dem Bayerischen Staatsministerium für Unterricht und Kultus zwei Projekte mit Pilotcharakter, die die Musiklehrerbildung in Bayern nachhaltig beeinflussten: Der „Musikpädagogische Führerschein“ wurde zur Vorlage der später bayernweit eingeführten „Basisqualifikation Musik“; dieses Ausbildungskonzept soll sicherstellen, dass jede angehende Grundschullehrkraft in Bayern zumindest über Grundkenntnisse im Singen und Musizieren mit Klassen verfügt. Im Rahmen des „Regensburger Modells“ werden seit 2002 Gymnasiallehrkräfte für Musik in einer bundesweit einzigartigen Kooperation zwischen Universität und Hochschule für Katholische Kirchenmusik und Musikpädagogik Regensburg ausgebildet. Mit einem integrativen Ausbildungsansatz, in dem sich künstlerische Musikausübung, fachwissenschaftliche Reflexion, musikpädagogische Theorie und Probehandeln in schulischer Unterrichtspraxis gegenseitig durchdringen, setzte Bernhard Hofmann innovative Impulse für die Gymnasiallehrerbildung in ganz Bayern.
Von April 2011 bis September 2024 war er Inhaber des Lehrstuhls für Musikpädagogik an der Universität Augsburg, von 2015 bis 2024 leitete er die Uni Big Band Augsburg. Von 2015 bis 2017 war er Dekan der Philosophisch-Sozialwissenschaftlichen Fakultät. Bernhard Hofmanns Forschungsschwerpunkte liegen im Bereich der Historischen Musikpädagogik und der Musikdidaktik. Neben der theoriegeleiteten Auseinandersetzung mit Aspekten „guten“ Musikunterrichts wandte er sich in den vergangenen Jahren verstärkt der Frage nach Professionalität und professionellen Kompetenzen von Musiklehrkräften zu, der er im Rahmen interdisziplinärer Projekte an der Schnittstelle zwischen Musikpädagogik und empirischer Bildungsforschung nachgeht, unter anderem in den Projekten FALKO und "LeHet Musik".
Bernhard Hofmann ist Autor und Mitherausgeber zahlreicher Schulbücher für den Musikunterricht, Verfasser von Schulfunksendungen und konzertpädagogischen Materialien für das Symphonieorchester des Bayerischen Rundfunks. Für den Verband Bayerischer Schulmusiker (VBS), dessen stellvertretender Vorsitzender er von 2011 bis 2019 war, gibt er die Buchreihe „Beiträge zu den Tagen der Bayerischen Schulmusik“ heraus. Bildungspolitisch engagiert sich Bernhard Hofmann zudem als Sprecher der Deutschen Gesellschaft für Schulmusik (DGS).

## Preise und Auszeichnungen
- 1988: 1. Preis beim Internationalen Chorwettbewerb in Gorizia/Italien in der Sparte Vokalensemble (Die Singphoniker)
- 1996: Hörfunkpreis des Verbands Deutscher Schulmusiker (VDS)
- 1998: Hörfunkpreis 1998 des Verbands Deutscher Schulmusiker (VDS)
- 2000: Medienpreis 2000 des Verbands Deutscher Schulmusiker (VDS)
- 2004: Medienpreis 2004 des Verbands Deutscher Schulmusiker (VDS)

## Publikationen (Auswahl)

### Bücher
- Zur Geschichte der bayerischen Schulmusik in der ersten Hälfte des 20. Jahrhunderts. Lang, Frankfurt am Main u. a. 1995.
- Werner Pütz, Rainer Schmitt: Hauptsache Musik Bayern. Bearbeitet von Bernhard Hofmann und Gerti Schwoshuber.
Hauptsache Musik Bayern 5. Schülerbuch, Lehrerband, Hörbeispiele. Klett, Stuttgart 1997.
Hauptsache Musik Bayern 6. Schülerbuch, Lehrerband, Hörbeispiele. Klett, Stuttgart 1998.
- mit St. Hörmann und M. Pfeffer, M. (Hrsg.): In Sachen Musikpädagogik. Aspekte und Positionen. Festschrift für Eckhard Nolte zum 60. Geburtstag. Lang, Frankfurt am Main u. a. 2003.
- (Hrsg.): Was heißt methodisches Arbeiten in der Musikpädagogik? Die Blaue Eule, Essen 2004.

### Arrangements für Vokalensembles
Auf Tonträgern veröffentlichte Arrangements (Pseudonym: B.T.):
Geistliche Musik
- First noel. (TTBarBarBB), Die Singphoniker, Es ist ein Ros’ entsprungen. ambitus 97 871 (1991)

Populäre Musik
- Il barbiere di Siviglia (nach G. Rossini). (TTBarBB, Klavier), Die Singphoniker, Concert Collection. wergo SM 1056 (1987) sowie Die Singphoniker, Singphonic Rossini. cpo 999 200 – 2 (1993)
- Ich brech’ die Herzen der stolzesten Frau’n. (Balz/Brühne). (TTBarBB, Klavier), Die Singphoniker, Concert Collection. wergo SM 1056 (1987)
- Mein Papagei frißt keine harten Eier. (Kollo/Frey). (TTBarBB, Klavier), Die Singphoniker, Concert Collection. wergo SM 1056 (1987)
- Mein kleiner grüner Kaktus (Dorian/Herda). (TTBarBB, Klavier), Die Singphoniker, Singphonic Comedians. cpo 999 201 – 2 (1992)
- Ouverture „Guillaume Tell“ (nach G. Rossini). (TTBarBB, Klavier), Die Singphoniker, Singphonic Rossini. cpo 999 200 – 2 (1993) sowie Die Singphoniker, Concert Collection II. cpo 999 257 – 2 (1994)
- Only you (Ram/Rand)(TTBarBarBB), Die Singphoniker, Concert Collection II. cpo 999 257 – 2 (1994)
- Hunderttausendmal. (Green/Rebner/Steiner). (TTBarBB, Klavier), Die Singphoniker, Concert Collection II. cpo 999 257 – 2 (1994)
- Wenn die Sonja russisch tanzt. (Kötscher/Plessow/Karlick). (TTBarBB, Klavier), Die Singphoniker, Singphonic Comedians. cpo 999 201 – 2 (1992) sowie Die Singphoniker, Concert Collection II. cpo 999 257 – 2 (1994)
- Du paßt so gut zu mir. (Brodszky/Rotter/Robinson). (TTBarBB, Klavier), Die Singphoniker, Singphonic Comedians. cpo 999 201 – 2 (1992) sowie Die Singphoniker, Concert Collection II. cpo 999 257 – 2 (1994)
- Till There Was You (Wilson) (TTBarBB, Klavier), Die Singphoniker, Singphonic Serenade. cpo 999 470 – 2 (1998)
- Komm gib mir Deine Hand (Lennon/McCartney/Schubert). (TTBarBB, Klavier), Die Singphoniker, Singphonic Serenade. cpo 999 470 – 2 (1998)

Rock- und Popmusik
- So gern bei Dir (Boettcher). (Streicher), Chris Boettcher, Single. Spv CD 64822 (2005)